# Vlag van Ngaraard

Vlag van Ngaraard

De vlag van Ngaraard bestaat uit een goudgele ster op een diep hemelsblauwe veld Achter de ster loopt een rode schuinbalk van de linksboven naar de rechtsonder van de vlag. De vijf punten van de ster vertegenwoordigen de vijf gehuchten van Ngaraard. Eerdere versies van de vlag hadden een blauwe achtergrond in plaats van paars.